# 野獣女戦士アマゾネスクイーン
『野獣女戦士アマゾネスクイーン』（原題：Barbarian Queen、別題：Queen of the Naked Steel）は、1985年公開のアメリカ・アルゼンチン合作のファンタジー映画。
ハワード・R・コーエンが脚本を担当し、エクトル・オリヴェラが監督を務めた。主役はラナ・クラークソンが演じた。この映画は1985年4月にアメリカで初公開された。ロジャー・コーマンが製作総指揮を務め、R・コーマンが1980年代にアルゼンチンで製作した10本の映画シリーズのうちの3作目であった。

## あらすじ
女戦士アメシアは、剣闘士アラカーとの結婚式を控えていた矢先、帝国軍が村を襲う。アメシアの妹は強姦され、アラカーは奴隷として連行される。
従者たちとともに残されたアメシアは、婚約者奪還のため、反乱軍とともに帝国へ行く。

## キャスト
- アメシア（Amethea） - ラナ・クラークソン（英語版）
- Estrild - カット・シア・ルーベン（英語版）
- Argan - フランク・ザカリーノ
- Taramis - ドーン・ダンラップ（英語版）
- Tiniara - Susana Traverso
- Strymon - ヴィクター・ボー（英語版）
- アラカー- アーマン・チャップマン（英語版）
- Zoraida - Andrea Barbieri(Andrea Barbizon名義)
- Zohar - Tony Middleton
- Dariac - Andrea Scriven
- Shibdiz - Robert Carson
- Eunuco - Matilde Mur
- Vendedor - Eddie Pequenino(Eddie Little名義)
- Shaman - Patrick Duggan
- Orellia - Lucy Tiller
- Karax - Ivan Green
- Cerus - Theodore McNabney(Theo McNabney名義)
- Vanir - Richard R. Jordan
- Alfana - John Head
- Kantaka - Daniel Seville
- Ciega - Eva Donnelly

## 製作
本作はロジャー・コーマンの新会社であるコンコルドが製作した最初の作品の一つであった。
本作はエクトル・オリヴェラ監督のAires Productionsとロジャー・コーマンの米国を拠点とするコンコルド・ニュー・ホライズンズとの9作品製作契約の一環として、H・オリヴェラ監督によってアルゼンチンのDon Torcuatoで撮影された。コーマンは『コナン・ザ・グレート』（1982年）の成功に乗じて、低予算の剣と魔法の映画を製作しようとし、一方でオリヴェラはコーマンとの契約から得た利益で、より個人的な映画プロジェクトの資金を調達しようとしていた。主演のアメシア役には、Airesとコンコルドの共同製作映画『勇者ストーカー』（1984年）でアマゾンの戦士として脇役で出演していたラナ・クラークソンが起用された。クラークソンは、この映画ですべてのスタントを自分でこなした。

## 公開
本作は1985年4月26日に一部の劇場公開された。Vestron Videoは当初、R指定の劇場版と、地下牢シーンを拡張した無修正版の2種類をVHSで発売した。その後発売されたDVDは劇場版のみが収録されている一方、シャウト!ファクトリー社のDVDリリースでは、特典映像として無修正版も収録している。

## 評価
B級映画評論家のJoe Bob Briggsは、「『Conan the Barbarian II』ではないが、必要なものは揃っている。すなわち、46個の胸、うち2個は男性主人公のもの。31人の死体。頭は転がる。首が落ちる。3件の集団レイプ。鎖につながれた女性たち。乱交。奴隷少女の共有。鳥の巣のようなブラジャー。極悪非道なガルバンソ拷問。（Kung Fu的な）ソード・フー（Sword fu）や、トーチ・フー（Torch fu）、サイ・フー（Thigh fu）など（見てみないとわからないと思うが）」と、皮肉交じりの好評価を与えた。
DVD VerdictのRoman Martelは、この映画は楽しいが、女性差別には問題があると指摘した。また、IGNのR. L. Shafferは、思わず笑ってしまう『コナン・ザ・グレート』のパクリと評した。
TV Guideは5つ星中2つ星と評価し、搾取的な内容にもかかわらず、オリヴェラ監督は「かなりくだらない振る舞いに、彼のスタイルとペースを織り込んでいる」と書いている。
DVD TalkのStuart Galbraith IVは、この映画を「それほどひどいものではない」とし、ターゲットとなる観客にアピールしていると書いている。

## 論争
本作の一見フェミニズム的な物語の曖昧さや、女性のレイプ、ヌード、緊縛などの多くのシーンにおける搾取的な性質について、複数の批評家がコメントを残している。
バラエティ誌のレビューでは、「女性戦士が戦場で男性の敵に勝つというコンセプトは、提示されたものでは説得力がなく、女性たちは性の対象としてより効果的である...レイプと拷問を強調するのは行き過ぎである」と指摘した。『The Modern Amazons: Warrior Women On-Screen』の中で、Dominique MainonとJames Ursiniは、この映画が「擬似的な女性地位向上ストーリーであり...一方で、冒険の過程で、アメシアは捕まり、Tバックのパンティまで剥ぎ取られ、映画の中で異常に長い間、拷問器具に縛られている」と述べている。映画の目玉が、パワーアップしたはずのアメシアがトップレスでBDSMを取り入れた拷問・尋問の長回しであることから、この映画を「大胆さの足りないレイプとボンデージの光景や、首尾一貫しないフェミニズム、非常に家父長的な物語構造という、3つの調和していない要素の微妙なポストフェミニズムのバランス...フェミニスト的なナラティヴ・アークは表向きはレイプ像に動機付けをしている」と読み解くことを促している。
Rikke Schubartは、地下牢シーンのクライマックスである、アメシアが拷問者のペニスを文字通り骨盤の筋肉で押しつぶすシーンが、ジェンダーコードにおける真の「フェミニズム的転位」を表しているとし、「レイプ被害者の女性が弱く無力であるというイメージを、レイプ被害者は危険で（加害者を）死に至らせるほど強いというように置き換えている」と指摘している。しかし、Schubartの議論は、このシーンが緊縛される女性像をエロティックに使用し、クラークソンのヌードを客観的に表現することによって、フェミニズムが少なくとも部分的に緩和されていることも示唆し、「女性が見られるために存在していることが明らかなエロティックな流れで起こるなら、男性は被害者として、女性は去勢者として同一視されることに男性側は問題ない」と述べている。

## 続編

### 『アマゾネス2』
続編として製作された『アマゾネス2（Barbarian Queen II: The Empress Strikes Back）』は、ラナ・クラークソンが主人公役を演じる。同作の主人公である王女アタリアは前作の主人公の生まれ変わりともされているという設定である。アタリアは捕らえられ、裸にされて、拷問台で拷問されるという、第1作を思わせる長時間のシークエンスが含まれている以外は、実際にはプロットもキャラクターもオリジナル作品とは全く関係がなかった。
1988年にメキシコで主要撮影が行われたが、米国で公開されたのは1992年で、しかも、オリジナルビデオ作品としてであった。

### 『Wizards of the Lost Kingdom II』
『ウィザード/魔法の王国』（1989年、PG指定）では、本作の戦闘シーンが流用されており、クラークソンが演じたアメシアはわき役に位置付けられている。ただし、本作のプロットとの関連は明らかではない。

### 幻の第3作目
1990年、第3弾となる『Barbarian Queen III: Revenge of the She-King』がブルガリアで撮影されることが発表されたが、この企画は未完のままで終わった。

## 他作品への影響
ロジャー・コーマンは後年、本作の主人公・アメシアが歴史ファンタジードラマ『ジーナ』（Xena: Warrior Princess）のインスピレーションになっていると主張したと伝えられている。